# Savogna d'Isonzo
Savogna d'Isonzo (Sloveens: Sovodnje ob Soči) is een gemeente in de Italiaanse provincie Gorizia (regio Friuli-Venezia Giulia) en telt 1750 inwoners (31-12-2004). De oppervlakte bedraagt 16,4 km², de bevolkingsdichtheid is 108 inwoners per km².
De volgende frazioni maken deel uit van de gemeente: Gabria (Gabrje), Peci (Peč), Rupa, San Michele del Carso (Vrh Svetega Mihaela), Castel Rubbia, Monte San Michele (Vrh), Colici Superiore, Colici Inferiore.

## Demografie
Savogna d'Isonzo telt ongeveer 687 huishoudens. Het aantal inwoners daalde in de periode 1991-2001 met 2,5% volgens cijfers uit de tienjaarlijkse volkstellingen van ISTAT.
| Jaar | Inwoneraantal |
| ---- | ------------- |
| 1991 | 1767          |
| 2001 | 1722          |

## Geografie
De gemeente ligt op ongeveer 235 m boven zeeniveau.
Savogna d'Isonzo grenst aan de volgende gemeenten: Doberdò del Lago (Doberdob), Farra d'Isonzo (Fara ob Soči), Gorizia (Gorica), Miren-Kostanjevica (Slovenië), Nova Gorica (Slovenië), Sagrado (Zagraj).
Capriva del Friuli · Cormons · Doberdò del Lago · Dolegna del Collio · Farra d'Isonzo · Fogliano Redipuglia · Gorizia · Gradisca d'Isonzo · Grado · Mariano del Friuli · Medea · Monfalcone · Moraro · Mossa · Romans d'Isonzo · Ronchi dei Legionari · Sagrado · San Canzian d'Isonzo · San Floriano del Collio · San Lorenzo Isontino · San Pier d'Isonzo · Savogna d'Isonzo · Staranzano · Turriaco · Villesse
1. ↑  https://demo.istat.it/?l=it.